# Hogar (película)
Hogar, que se exhibió con el título alternativo de Maternal, es una película coproducción de Italia y Argentina filmada en colores. Fue dirigida por Maura Delpero sobre su propio guion y se estrenó el 12 de diciembre de 2019 en Argentina y tuvo como actores principales a Denise Carrizo, Agustina Malale, Lidiya Liberman y Marta Lubos. El filme, que tiene como tema la convivencia en un centro religioso de acogida para madres solteras entre estas y las monjas que lo dirigen, deja planteadas sin responder preguntas tales como ¿qué es una madre buena? ¿Es que Dios existe? ¿Qué es un ser humano? 

## Sinopsis
Salvo algunas escenas en la azotea desde donde se ve una panorámica de la ciudad, la película se desarrolla dentro de un convento de monjas italianas de Buenos Aires que tiene un lugar que recibe madres adolescentes solteras regido por ciertas reglas que las jóvenes deben acatar. Allí, las madres y las monjas tienen una convivencia que, por momentos, es difícil.

## Reparto
Intervinieron en la película los siguientes intérpretes:
- Denise Carrizo ... Fátima
- Agustina Malale ... Agustina
- Lidiya Liberman ... Hermana Paola
- Marta Lubos ... Madre Superiora
- Isabella Cilia	...	Nina
- Alan Rivas	...	Michael
- Livia Fernán	...	Hermana Pía
- Renata Palminiello	...	Hermana Bruna

## Crítica
Kaleen Aftab opinó:

”La fotografía de Soledad Rodríguez plasma fantásticamente el caluroso y húmedo verano de la película...Se ve una clara diferencia entre la realidad de las jóvenes y las monjas en una escena en la que las madres están haciendo twerking y bailando con música a todo volumen, como si estuvieran en una discoteca, mientras dos monjas las observan sentadas. Aunque puedan estar cerca físicamente, realmente están en realidades totalmente distintas. …Se trata de un impactante debut lleno de maravillosos detalles, por ejemplo, el contraste entre los murales del “hogar” y los tatuajes de Luciana. Si bien el arco narrativo es bastante predecible, resulta muy dramático y absorbente. Hogar abre la puerta a grandes preguntas existenciales sin llegar a plantearlas directamente.

## Nominaciones y premios
Festival Internacional de Cine de Chicago 2019
- Maura Delpero, nominada al Premio Hugo de Oro en la Cmpetencia de nuevos directores

Festival de Cine de Hamburgo 2019
- Maura Delpero, nominada al Sichtwechsel Film Award

Festival Internacional de Cine de Locarno 2019
- Maura Delpero, ganadora del Europa Cinemas Label
- Maura Delpero, ganadora de la Mención Especial en el Premio Leopardo de Oro
- Maura Delpero, ganadora del Premio del Jurado Ecuménico
- Maura Delpero, nominada al Premio Leopardo de Oro a la Mejor Película

Festival Internacional de Cine de Mar del Plata 2019
- Maura Delpero, ganadora de la Mención Especial en la Competencia argentina
- Maura Delpero, nominada al Premio a la Mejor Película n la competencia argentina.